# Luperina nickerlii
Luperina nickerlii är en fjärilsart som beskrevs av Freyer 1845. Luperina nickerlii ingår i släktet Luperina och familjen nattflyn. Inga underarter finns listade i Catalogue of Life.